# Oleșnea, Koriukivka
Oleșnea (în ucraineană Олешня) este un sat în așezarea urbană Holmî din raionul Koriukivka, regiunea Cernihiv, Ucraina.

## Demografie
Componența lingvistică a localității Oleșnea
     Ucraineană (98,59%)
     Rusă (1,41%)
Conform recensământului din 2001, majoritatea populației localității Oleșnea era vorbitoare de ucraineană (98,59%), existând în minoritate și vorbitori de rusă (1,41%).